# جناح فاخوري
جناح فاخوري ممثلة لبنانية، واكبت كبار الفنانين وجمعت بحضورها بين جيلين. حافظت على إرث والدها في الفن الراقي المنزه معتبرة أن الفن رسالة سامية، ولا يهمها لا الألقاب ولا الأدوار الرئيسية، وتكتفي بما تقدمه لأنه يشبهها وأن يكون صادقٌ من القلب إلى القلب.
ربت في أجواء عائلية موسيقية، حيث أن والدها هو الموسيقار جوزيف فاخوري. تركت جناح المسرح لأن هناك أشخاصاً حاربوها ولم يريدوا لها النجاح، لأنها كانت تسرق منهم اللحظات المضحكة وهم لا يريدون أحد أن يضحك الناس أكثر منهم في المسرحية.

## روابط خارجية
- جناح فاخوري على موقع قاعدة بيانات الأفلام العربية